# El crack (película de 1981)
El crack es una película española de 1981 dirigida por José Luis Garci que se desarrolla en diferentes escenarios de las ciudades de Madrid y Nueva York. Narra la historia de Germán Areta, detective privado interpretado por Alfredo Landa, que investiga la desaparición de una joven. La película retrata en algunas escenas a la Gran Vía de Madrid en los años setenta y ochenta, y la compara con la Gran Manzana. La frase inicial «En homenaje a Dashiell Hammett» rinde homenaje tanto al género del cine negro como, en particular, al autor de El halcón maltés. El éxito de la película llevó a Garci a rodar una segunda parte en 1983: El crack II.

## Sinopsis
Germán Areta es un investigador privado que tiene una oficina situada en las cercanías de la Gran Vía madrileña. Con él colabora un ayudante apodado «el Moro». Areta, hombre duro y solitario, mantiene una relación con Carmen, enfermera que le ayudó en su rehabilitación y a la que ayuda a sacar adelante a su hija, Maite. Francisco Medina, empresario ponferradino, contrata a Areta para que investigue la desaparición de su hija Isabel. La única referencia es un antiguo novio que ahora trabaja en la radio. Germán contacta con él y descubre que Isabel quedó embarazada; su padre la obligó a abortar en Londres y luego perdió su rastro.
Cuando intenta conseguir información acerca de sus viejas amistades, a Germán le aconsejan que deje el caso: altos cargos financieros están implicados en la desaparición de Isabel. Como advertencia para el detective colocan una bomba en su coche, la cual mata a Maite. Determinado a averiguar qué le ocurrió a Isabel, Germán habla sobre el caso de Medina con Alberto «el Guapo», uno de los hombres pagados por el financiero, y descubre que Isabel murió a manos de un financiero de gustos sádicos. Informado por «el Guapo» del paradero del financiero, Areta se desplaza a Nueva York, donde resuelve el caso. Areta vuelve a Madrid para seguir manteniendo su relación con Carmen.

## Análisis
El historiador José Joaquín Rodríguez señala que la película tiene numerosas referencias a la cultura y sociedad estadounidenses, algo que puede apreciarse desde la primera escena de la película, que remite a una similar de Harry el sucio; de hecho, la película contrasta ambas sociedades, algo que puede verse en la atractiva oferta de trabajo que recibe Germán para que vaya a Estados Unidos y, sobre todo, en el clímax de la película, que muestra que España quiere vivir el American way of life. Durante la película se desarrolla también una mano de mus filmada de manera magistral y auténtica.
Los críticos coinciden en las influencias de la película. Tanto Alarcón como el crítico Diego Galán observan que con la frase de apertura «En homenaje a Dashiell Hammett» el director muestra una clara «declaración de intenciones», al dedicárselo al escritor de títulos como El halcón maltés y que fue contratado para escribir películas de género negro,Este no es el único homenaje: en una de las primeras conversaciones de la película aparece el nombre de Humphrey Bogart, el actor más reconocido de dicho género, así como en la escena de la muerte de Maite a la del personaje de Jocelyn Brando en Los sobornados. No obstante, no puede hablarse de una mera imitación, existiendo una diferencia clara entre las películas estadounidenses y ésta, algo que se constata por ejemplo en la relación entre la pareja protagonista que, como señala Alarcón, recuerda más a las películas anteriores del director que a otras pertenecientes al género negro como podrían ser Fuego en el cuerpo de Lawrence Kasdan y El cartero siempre llama dos veces de Bob Rafelson, estrenadas en el mismo año que El crack. Otra característica del cine negro estadounidense frente a esta película se encuentra en que, frente al humor negro que puede encontrarse en las producciones estadounidense, este resulta inexistente en la película de Garci, que de hecho finaliza de forma vengativa. También muestra Garci gustos propios no habituales en este género como mostrar el programa de José María García, que lo califica de Macguffin, mientras que Rodríguez observa el boxeo como un elemento importante en la trama que ayuda a dar forma a la historia.

## Reparto
- Alfredo Landa interpreta a Germán Areta, «el Piojo», agente de policía retirado que trabaja como detective privado, profesión a la que se dedica tras superar una dura rehabilitación al ser herido mientras intentaba resolver un caso. Areta es un hombre amargado y bastante inteligente, capaz de pegarle a cualquiera que le moleste. Sin embargo no es así con Carmen, su pareja, ni con Maite, hija de la anterior, con la que se muestra agradable en todo momento. En su nuevo caso deberá encontrar a una chica joven a petición de su padre, pero los implicados en el caso intentarán impedirlo matando a conocidos del detective para obligarle a abandonar.[2]  Para preparar su personaje, Landa se documentó sobre algunos detectives privados que habían trabajado en la Gran Vía madrileña.[7]
- María Casanova interpreta a Carmen, enfermera que ayudó a Germán en su rehabilitación. Carmen tiene una hija pequeña llamada Maite. En agradecimiento a lo que hizo por él, Areta ayuda a sacar adelante tanto a ella como a su hija pequeña.[2] Este personaje difiere mucho de los personajes femeninos de las películas del cine negro que se caracterizan por ser tan seductoras y ambiguas como sus compañeros sentimentales.[3]
- Manuel Tejada interpreta a don Alberto, «el Guapo», un expolicía corrupto que trabaja para una multinacional.
- Raúl Fraire es Francisco Medina. El nuevo cliente de Areta es un comerciante ponferradino que quiere encontrar a su hija, que se marchó de casa porque él la obligó a abortar, tras lo cual se convirtió en prostituta de lujo.[8] Cabe destacar que aunque fue Raúl Fraire quien interpretó a Francisco Medina, su voz fue doblada por el actor de doblaje Claudio Rodríguez, el cual volvería a doblar a un personaje llamado Rosario en El crack dos.
- Miguel Rellán interpreta a Cárdenas, «el Moro».[9] Es un antiguo delincuente que se ha reformado y que trabaja como ayudante de Areta.[10]
- José Bódalo interpreta a don Ricardo, «el Abuelo», antiguo jefe de Germán Areta cuando era policía.
- José Manuel Cervino interpreta a Vareta, atracador. Su apodo está inspirado en la serie policial Baretta.

### Resto del reparto
| Actor/actriz              | Personaje            |
| ------------------------- | -------------------- |
| Manuel Lorenzo            | Rocky                |
| Francisco Vidal           | Nico                 |
| Maite Blasco              | Merche               |
| Mayrata O'Wisiedo         | Mimí de Torres       |
| José Luis Merino          | Meri                 |
| Ramón Lillo               | Jugador de mus       |
| Pablo Hoyos               | Camarero             |
| Antonio del Río           | Atracador            |
| Juan Carlos Sánchez       |                      |
| Emilio Fornet             | Miguelito            |
| Mónica Emilió             | Maite                |
| Rafael Álvarez 'El Brujo' | Policía de incógnito |
| Luis María Delgado        | Asesor de Ziener     |
| Elmer Modlin              | Newyorker            |

## Producción
Tras sus primeros trabajos integrados en el movimiento «de la tercera vía», que consistían en películas donde se realizaba, con un tratamiento sencillo, una reflexión sobre los personajes y las circunstancias de la España de la Transición con un trasfondo político, José Luis Garci decide hacer un cambio de registro hacia el cine negro, un cine poco habitual en España y sobre el que había escrito en sus primeros trabajos como crítico. Dos años antes, Garci intentó realizar un proyecto titulado Perfidia, que no llegó a llevarse a cabo por su elevado presupuesto, además de otro titulado La caja china, que acabó abandonando. Tras decidir aceptar un nuevo proyecto de este género, Garci propone coescribirlo a Horacio Valcárcel cuando su anterior coguionista desestimó participar. Así comenzó una colaboración que duraría hasta 2008 con Sangre de mayo. La producción comenzó en 1980, año en que  Garci fundó su productora Nickel Odeon junto con José Estaban Alenda. Garci encontró dificultades para crear el guion. Aunque era un conocedor del género, tuvo dudas sobre qué constituía el auténtico cine negro, e intentó que la película pareciese estar basada en un libro de este género. En entrevistas recientes, Garci afirma que esta película no consigue ser el cine negro de los años cuarenta y cincuenta estadounidenses.
Garci siempre quiso que el actor Alfredo Landa interpretara a Germán Areta. Sin embargo, los productores no creían en él para el papel de detective debido a sus películas del Landismo. Garci, que conocía sus interpretaciones en el teatro, amenazó con cancelar la película si no se contrataba a Landa para el papel. El propio actor afirmó sentirse con miedo ante el rechazo del público por su cambio de registro, y creía que no le tomarían en serio en un género al que no estaba acostumbrado. Para el papel de "el Moro", Garci escogió a Miguel Rellán, quien hace su primer papel importante en el cine y con quien Garci ya había trabajado en Viva la clase media, donde ejerció como productor (Garci interpreta un papel menor). Para el papel de Carmen, Garci decidió trabajar con María Casanova, la que acabaría siendo valorada como la  musa de la primera etapa del director, trabajando en las películas Asignatura pendiente, Solos en la madrugada, Las verdes praderas y, después de esta película, además de su secuela, en Sesión continua.

## Rodaje y localizaciones
El rodaje se llevó a cabo en el mes de noviembre de 1980. La parte más complicada fue el rodaje en la ciudad de Nueva York. Manuel Summers explicó a Garci sus problemas para rodar Ángeles gordos a pesar de tener los permisos. Garci decidió rodar en la ciudad de Nueva York a pesar de no disponer de permiso, lo que provocó diversos problemas al filmar en lugares como la Quinta Avenida o el aeropuerto Internacional John F. Kennedy. A su llegada descubrieron que se les había olvidado la ventanilla de la cámara, por lo que tuvieron que llamar a un amigo para que fuera a Photofilm y cogiera un avión para volver, comenzando el rodaje con un día de retraso. Finalmente consiguieron rodar en 3 o 4 jornadas durante todo el día. El rodaje en interiores se realizó completamente en Madrid, aunque otros fueron en exteriores como la clínica o el bar; la barbería se rodó en el frontón Madrid, para mostrar cómo se entendía el cine negro en España. Manuel Rojas fue el director de fotografía.
En un principio Garci quiso para la banda sonora Dolannes melody de Jean-Claude Borelly, pero la dificultad para hacerse con los derechos hizo que el director acabara desistiendo. Tiempo después en Málaga, Garci escuchó Merci, Chérie de Udo Jürgens en un bar, se la imaginó interpretada al piano por Jesús Gluck y consiguió los derechos. A Gluck le acompañaron José Oliver con la flauta y Fernando López con la guitarra.

## Recepción

### Taquilla
La película se estrenó el 6 de abril de 1981 en España donde recaudó 101 684 613 pesetas atrayendo a un total de 581 442 espectadores. Estas cifras no fueron suficientes para convertirse en una de las diez películas españolas más taquilleras de dicho año. Tuvo mayor éxito en las capitales españolas, destacando Madrid y Barcelona.

### Crítica
La crítica la valoró en su momento como «una de las películas más logradas de José Luis Garci, en la que ha conseguido hispanizar todas las referencias de la serie negra estadounidense», «con los pros y contras que cada cual pueda oponerle a esta decisión, correctamente realizado, hecho con placer, al que uno, personalmente, se abonaría el 70% de las veces que va al cine» al igual que el cambio de registro que supuso para el actor Alfredo Landa el papel de Germán Areta. Sin embargo algunos críticos como Manuel Hidalgo en Cambio 16 «[en un género caracterizado por mostrarlo] los buenos sentimientos que rezuma El crack no dejan ver el mal» o Pascual Cebollada en Cine y Más que critica el abuso del lenguaje soez.
Las críticas actuales también son bastante positivas, en Fotogramas se afirma que en ella se combina «una controlada interpretación de Alfredo Landa en la piel del detective Germán Areta y el eficaz manejo de tópicos del guion», aunque otros críticos recientes lo valoran negativamente por sus grandes diferencias con el cine negro estadounidense. Por su parte el propio director opina que cuando la ve, como ocurre con la mayoría de sus películas, con detenimiento observa en ella numerosos errores, aunque sí valora muy positivamente la interpretación de Alfredo Landa.
La película fue elogiada por Arturo Pérez-Reverte.

### Premios
37.ª edición de las Medallas del Círculo de Escritores Cinematográficos
| Categoría   | Premiado        | Resultado |
| ----------- | --------------- | --------- |
| Mejor actor | Alfredo Landa   | Ganador   |
| Mejor guion | José Luis Garci | Ganador   |

Otros premios conseguidos fueron el Luis Buñuel al mejor actor para Landa, el de Radio España a la mejor película y mejor actriz para María Casanova, al igual que obtendría Radio Internacional a la mejor película. También fue galardonada con el Premio Especial Calidad del Ministerio de Cultura. También conseguiría participar en la sección oficial del Festival de cine de Montreal representando a España.

## Formato casero
La primera comercialización en VHS fue de Polygram video, que distribuyó durante los años 1980 en este formato la película. Posteriormente esta misma distribuidora lo haría en formato DVD desde 1995. Su última comercialización corrió a cargo de El País en 2003 dentro de su catálogo "Un país de cine", la cual incluía una presentación de la película a cargo de su director, quien además realizaba otra con comentarios y anécdotas.

## Legado
La película gozó de una secuela titulada El crack II cuyo rodaje comenzó en diciembre de 1982, Garci también intentó hacer una tercera parte en los años 1990 en donde iba a incluir el tema de ETA, resultando demasiado polémico para que se realizase. A pesar de anunciar en 2009 su intención de finalizar la trilogía con una entrega más light que las anteriores, incluso pensando en unirlas posteriormente en una miniserie, el director afirmó que había desestimado la idea. En España y Argentina se la considera una película de culto.
En diciembre de 2018 Garci inició el rodaje de El crack cero, con Carlos Santos como protagonista encarnando una versión más joven del detective Germán Areta a mediados de los 70. Al principio el personaje de Germán Areta iba a ser interpretado por Víctor Clavijo, pero por dificultades de agenda con la producción teatral The Lehman Trilogy, resultó imposible. 
La película también ha influido en la cinematografía española. El director Enrique Urbizu afirmó que tanto esta película como su secuela fueron una referencia para realizar sus películas  Todo por la pasta, La caja 507 y No habrá paz para los malvados. Esta película junto las anteriormente mencionadas resultan imprescindibles a la hora de comprender el cine negro en España por parte del público y los estudiosos. Por otro lado Eduardo Torres-Dulce afirmó que el personaje de Leiva de No habrá paz para los malvados está basado en Germán Areta.
Por último, la conocida escena de Pulp Fiction (1994) del atraco en la cafetería está claramente inspirada en la escena inicial de esta película, empleando también Quentin Tarantino en esa misma película la misma canción que empleó Garci en esta película en un plano parecido.